# 圣帕尔杜洛尔蒂日耶
圣帕尔杜-洛尔蒂日耶（法語：Saint-Pardoux-l'Ortigier，法語發音：[sɛ̃ paʁdu lɔʁtiʒje]）是法国科雷兹省的一个市镇，位于该省西部偏南，属于布里夫拉盖亚尔德区。

## 地理
圣帕尔杜-洛尔蒂日耶（45°17'54"N, 1°34'44"E）面积12.98 平方千米，位于法国新阿基坦大区科雷兹省，该省份为法国中南部省份，北起上维埃纳省和克勒兹省，西接多爾多涅省，南至洛特省，东临多姆山省和康塔爾省。
与圣帕尔杜-洛尔蒂日耶接壤的市镇（或旧市镇、城区）包括：尚泰克斯、拉格罗利耶尔、佩尔珀扎克-勒努瓦尔、萨德罗克、圣博内朗方捷、圣日耳曼莱韦尔涅。
圣帕尔杜-洛尔蒂日耶的时区为UTC+01:00、UTC+02:00（夏令时）。

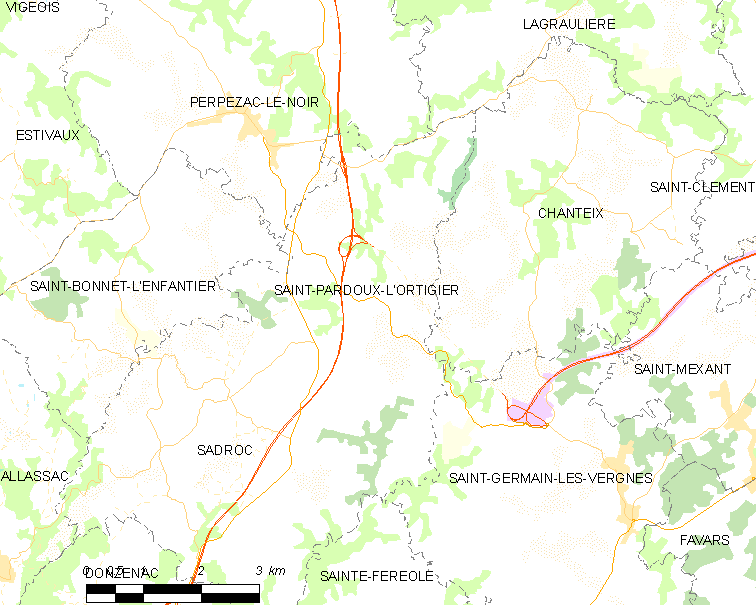
圣帕尔杜-洛尔蒂日耶的OSM定位图

## 行政
圣帕尔杜-洛尔蒂日耶的邮政编码为19270，INSEE市镇编码为19234。

## 政治
圣帕尔杜-洛尔蒂日耶所属的省级选区为阿拉萨克县。

## 人口

1962-2008年间圣帕尔杜-洛尔蒂日耶人口变化图示

圣帕尔杜-洛尔蒂日耶于2022年1月1日时的人口数量为486人。